# Seznam českých příjmení

Toto je seznam českých příjmení s více než 400 mužskými nositeli (stav k 1. lednu 2017). Jsou zde zahrnuta pouze mužská příjmení, nikoliv jejich přechýlené podoby. K roku 2017 bylo v Česku celkem 284 604 příjmení v mužské i ženské podobě. 1 344 příjmení má více než tisíc nositelů, 3 027 více než pět set nositelů a 16 838 více než sto nositelů.
Příjmení s více než tisíci nositeli jsou označena tučně, příjmení s více než pěti sty nositeli kurzívou.

## A
- Abraham
- Absolon
- Adam
- Adamčík
- Adamec
- Adámek
- Albert
- Albrecht
- Alexa
- Altman
- Ambrož
- Anděl
- Anderle
- Andrle
- Andrlík
- Andrš
- Andrýsek
- Antl
- Antoš
- Aubrecht
- Augustin

## B
- Babka
- Bača
- Baďura
- Bajer
- Balák
- Baláš
- Baláž
- Balcar
- Balcárek
- Balík
- Balog
- Baloun
- Balvín
- Bandy
- Barák
- Baran
- Baránek
- Bareš
- Baroš
- Bárta
- Barták
- Bartek
- Bártek
- Bartl
- Bartoněk
- Bartoň
- Bartoš
- Bartošek
- Bartošík
- Bártů
- Bartůněk
- Bařina
- Bašta
- Bauer
- Baxa
- Bayer
- Bažant
- Beck
- Bečka
- Bečvář
- Bednář
- Bednařík
- Běhal
- Běhounek
- Bejček
- Bek
- Bělík
- Bělohlávek
- Bém
- Benda
- Benedikt
- Beneš
- Beňo
- Beran
- Beránek
- Berger
- Berka
- Berky
- Bernard
- Bezděk
- Bican
- Bílek
- Bilý
- Bílý
- Bína
- Binder
- Bittner
- Blaha
- Bláha
- Blažej
- Blažek
- Blecha
- Bobek
- Boček
- Bodlák
- Boháč
- Boháček
- Böhm
- Bőhm
- Bohuslav
- Bolek
- Borek
- Borovec
- Borovička
- Borůvka
- Bosák
- Bouček
- Bouda
- Bouchal
- Bouška
- Buriánek
- Brabec
- Brabenec
- Brada
- Bradáč
- Brandejs
- Braun
- Brázda
- Brázdil
- Brejcha
- Brodský
- Brom
- Brož
- Brožek
- Brůha
- Brůžek
- Brůna
- Brunclík
- Brychta
- Brynda
- Brzobohatý
- Břečka
- Březina
- Bříza
- Bubeníček
- Bubeník
- Buček
- Buchta
- Budín
- Bukáček
- Bukovský
- Bulíček
- Burda
- Bureš
- Burian
- Bursa
- Buršík
- Buřič
- Bušek
- Bůžek
- Byrtus
- Bystroň

## C
- Caha
- Carda
- Cerman
- Cibulka
- Cieslar
- Cigánek
- Cihlář
- Cina
- Cink
- Císař
- Coufal
- Crha
- Cvrček

## Č
- Čada
- Čadek
- Čáp
- Čapek
- Čapka
- Čech
- Čechura
- Čejka
- Čepelák
- Čermák
- Černík
- Černoch
- Černohorský
- Černý
- Červeňák
- Červenka
- Červený
- Červinka
- Češka
- Čihák
- Číhal
- Číž
- Čížek
- Čonka
- Čurda
- Čureja

## D
- Daněk
- Daniel
- Danihel
- Daniš
- Danko
- Daňhel
- David
- Davídek
- Demeter
- Dědek
- Dědič
- Denk
- Dittrich
- Diviš
- Dlouhý
- Dobeš
- Dobiáš
- Dobrovolný
- Dobrý
- Dočekal
- Dočkal
- Dohnal
- Dohnálek
- Dokoupil
- Dolák
- Dolanský
- Doleček
- Dolejš
- Dolejší
- Doležal
- Doležel
- Donát
- Dopita
- Doseděl
- Doskočil
- Dosoudil
- Dostál
- Dostálek
- Došek
- Doubek
- Doubrava
- Douda
- Douša
- Dráb
- Drábek
- Dragoun
- Drahoš
- Drápal
- Drbal
- Drbohlav
- Drda
- Drlík
- Drobný
- Drozd
- Dub
- Duba
- Dubský
- Duda
- Dudek
- Dufek
- Ducháček
- Duchek
- Duchoň
- Duna
- Dunka
- Dušek
- Dvorský
- Dvořáček
- Dvořák

## Ď
- Ďuriš

## E
- Eichler
- Eliáš
- Erben
- Exner

## F
- Fabián
- Fait
- Falta
- Faltus
- Faltýnek
- Fanta
- Farkaš
- Farský
- Fejfar
- Fencl
- Ferenc
- Ferko
- Fiala
- Fialka
- Fidler
- Fiedler
- Fikar
- Fila
- Filo
- Filip
- Filípek
- Filipi
- Fischer
- Fišar
- Fišer
- Fišera
- Flachs
- Flek
- Flídr
- Florian
- Florián
- Fojt
- Fojtík
- Fojtů
- Foldyna
- Folta
- Foltýn
- Forejt
- Forman
- Formánek
- Fořt
- Fousek
- Franc
- Franek
- Franěk
- Frank
- Franta
- Fric
- Frič
- Fridrich
- Friedl
- Friedrich
- Frolík
- Froněk
- Frýdl
- Frydrych
- Fryč
- Fučík
- Fuchs
- Fuksa
- Fusek

## G
- Gabčo
- Gábor
- Gabriel
- Gajda
- Gajdoš
- Gajdošík
- Gál
- Gašpar
- Gazda
- Gaži
- Gebauer
- Giňa
- Gorol
- Gottwald
- Gregor
- Grepl
- Grund
- Gross
- Grossmann
- Gruber
- Grulich
- Grundza
- Grygar

## H
- Haas
- Hadrava
- Hajda
- Hájek
- Hajný
- Hák
- Hakl
- Hála
- Halama
- Halfar
- Halouzka
- Haluška
- Haluza
- Hamouz
- Hampl
- Hána
- Hanáček
- Hanák
- Handl
- Hanke
- Hanousek
- Hanus
- Hanuš
- Hanzal
- Hanzelka
- Hanzl
- Hanzlíček
- Hanzlík
- Hartl
- Hartman
- Hartmann
- Hašek
- Hauser
- Havel
- Havelka
- Havlíček
- Havlík
- Havlín
- Havránek
- Havrda
- Heczko
- Heger
- Hejda
- Hejduk
- Hejl
- Hejna
- Hejný
- Hejtmánek
- Hejzlar
- Heller
- Hendrych
- Herák
- Herman
- Hermann
- Heřman
- Heřmánek
- Hes
- Hladík
- Hladký
- Hlava
- Hlaváč
- Hlaváček
- Hlavatý
- Hlavička
- Hlavinka
- Hlávka
- Hlavsa
- Hlinka
- Hloušek
- Hložek
- Hnát
- Hnátek
- Hnilička
- Hnízdil
- Hobza
- Hodek
- Hoffmann
- Hofman
- Hofmann
- Hochman
- Holan
- Holas
- Holec
- Holeček
- Holek
- Holík
- Holman
- Holoubek
- Holub
- Holubec
- Holuša
- Holý
- Homola
- Homolka
- Hon
- Hons
- Honzík
- Hora
- Horáček
- Horák
- Horálek
- Horčička
- Horký
- Horníček
- Horník
- Horňák
- Horský
- Hort
- Horvát
- Horváth
- Horyna
- Hořák
- Hořejší
- Hořínek
- Hošek
- Houdek
- Houska
- Houška
- Hovorka
- Hrabák
- Hrabal
- Hrabě
- Hrabec
- Hrabovský
- Hradecký
- Hrádek
- Hradil
- Hrbáč
- Hrbáček
- Hrbek
- Hrdina
- Hrdlička
- Hrdý
- Hrnčíř
- Hroch
- Hromada
- Hromádka
- Hromádko
- Hromek
- Hron
- Hronek
- Hrouda
- Hrstka
- Hrubeš
- Hrubý
- Hruška
- Hrůza
- Hřebíček
- Hubáček
- Hubálek
- Hubený
- Hubka
- Hudák
- Hudec
- Hudeček
- Huml
- Hůla
- Hůrka
- Hurt
- Husák
- Husár
- Hušek
- Hvězda
- Hýbl
- Hynek

## Ch
- Chadima
- Chaloupka
- Chalupa
- Charvát
- Chládek
- Chlup
- Chmela
- Chmelař
- Chmelík
- Chovanec
- Chramosta
- Chromý
- Chroust
- Chudoba
- Chudý
- Chvátal
- Chvojka
- Chyba
- Chytil

## I
- Indra
- Indrák
- Ivan

## J
- Jabůrek
- Jahn
- Jahoda
- Jakeš
- Jakl
- Jakoubek
- Jakubec
- Jambor
- Janáček
- Janák
- Janata
- Janča
- Jančík
- Janda
- Jandík
- Janeček
- Janečka
- Janek
- Janeš
- Janíček
- Janík
- Janiš
- Janko
- Jankovský
- Janků
- Jano
- Janoš
- Janota
- Janouch
- Janouš
- Janoušek
- Janovský
- Jansa
- Janský
- Jánský
- Janů
- Jarkovský
- Jarolím
- Jarolímek
- Jaroš
- Jašek
- Javorský
- Javůrek
- Jedlička
- Jehlička
- Jech
- Jelen
- Jelínek
- Jemelka
- Jeníček
- Jeník
- Jeřábek
- Jež
- Ježek
- Jícha
- Jílek
- Jindra
- Jindřich
- Jíra
- Jiráček
- Jirák
- Jiránek
- Jirásek
- Jirka
- Jirkovský
- Jirků
- Jiroušek
- Jirout
- Jirsa
- Jiříček
- Jiřík
- John
- Jonák
- Jonáš
- Jordán
- Junek
- Jung
- Juračka
- Jurák
- Juránek
- Juráň
- Jurásek
- Jurča
- Jurčík
- Jurečka
- Jurek
- Jurka
- Juřena
- Juřica
- Juříček
- Juřík
- Just
- Jůza

## K
- Kabát
- Kabelka
- Kábrt
- Kačer
- Kačírek
- Kadeřábek
- Kadlčík
- Kadlec
- Kadleček
- Kafka
- Kahoun
- Kaiser
- Kala
- Kaláb
- Kalaš
- Kaleja
- Kalenda
- Kaleta
- Kalina
- Kalivoda
- Kalous
- Kalousek
- Kalus
- Kaluža
- Kalvoda
- Kamenický
- Kameník
- Kamenský
- Kantor
- Kaňa
- Káňa
- Kaňka
- Kaplan
- Kapoun
- Karafiát
- Karas
- Karásek
- Karban
- Karel
- Kareš
- Karlík
- Kárník
- Karpíšek
- Kasal
- Kasl
- Kastner
- Kašík
- Kašpar
- Kašpárek
- Kaucký
- Kavan
- Kavka
- Kazda
- Keller
- Kellner
- Kincl
- Kindl
- Klapka
- Klásek
- Klečka
- Klein
- Klement
- Klíč
- Klička
- Klika
- Klíma
- Klimek
- Klímek
- Kliment
- Klimeš
- Klos
- Klouček
- Klus
- Klusáček
- Klusák
- Kment
- Kmoch
- Knap
- Knápek
- Knížek
- Knobloch
- Knotek
- Klouda
- Kobliha
- Koblížek
- Kobza
- Kocián
- Kocman
- Kocourek
- Kočí
- Kočka
- Kofroň
- Kohout
- Kohoutek
- Kohut
- Koch
- Kokeš
- Koky
- Koláček
- Kolář
- Kolařík
- Kolda
- Kolek
- Kolínský
- Kollár
- Koller
- Kolman
- Kolomazník
- Kolouch
- Komárek
- Komenda
- Komínek
- Konečný
- Koníček
- König
- Konrád
- Konvalinka
- Konvička
- Koňařík
- Kopáček
- Kopal
- Kopecký
- Kopeček
- Kopečný
- Kopp
- Kopřiva
- Koranda
- Korbel
- Korčák
- Korec
- Kořínek
- Kos
- Kosek
- Kosík
- Kosina
- Kostelecký
- Kostka
- Košař
- Košek
- Košťál
- Kotas
- Kotásek
- Kotek
- Kotlár
- Kotrba
- Kotrč
- Kott
- Kotyza
- Kouba
- Koubek
- Koucký
- Koudela
- Koudelka
- Koukal
- Kouřil
- Kout
- Koutník
- Koutný
- Koutský
- Kovács
- Kováč
- Koval
- Kovalčík
- Kovanda
- Kovář
- Kovařík
- Kovářík
- Koza
- Kozák
- Kozel
- Kozlík
- Kožíšek
- Kracík
- Krajíček
- Krajča
- Král
- Králík
- Kramář
- Krása
- Krásný
- Kratina
- Krátký
- Kratochvil
- Kratochvíl
- Kraus
- Krbec
- Krč
- Krčál
- Krček
- Krčmář
- Krejcar
- Krejča
- Krejčí
- Krejčík
- Krejčíř
- Krejčiřík
- Krejsa
- Krejza
- Kristek
- Krištof
- Krob
- Kročil
- Kroka
- Kropáč
- Kropáček
- Kroščen
- Kroupa
- Kroutil
- Krška
- Krupa
- Krupička
- Krupka
- Kružík
- Kryl
- Kryštof
- Křeček
- Křen
- Křenek
- Křepelka
- Křístek
- Křivánek
- Křivka
- Kříž
- Křížek
- Kuba
- Kubala
- Kubálek
- Kubánek
- Kubáň
- Kubát
- Kubec
- Kubelka
- Kuběna
- Kubeš
- Kubica
- Kubíček
- Kubík
- Kubín
- Kubiš
- Kubišta
- Kubů
- Kuča
- Kučera
- Kudela
- Kudláček
- Kudrna
- Kuchař
- Kuchta
- Kukla
- Kulich
- Kulíšek
- Kulhánek
- Kulhavý
- Kuna
- Kunc
- Kuneš
- Kunst
- Kunz
- Kupčík
- Kupec
- Kupka
- Kurka
- Kůrka
- Kůs
- Kusák
- Kusý
- Kuthan
- Kutil
- Kužel
- Kužela
- Kvapil
- Kvasnička
- Květoň
- Kyncl
- Kysela
- Kyselý

## L
- Lacina
- Lacko
- Lachman
- Lakatoš
- Lakomý
- Lamač
- Landa
- Lang
- Langer
- Langr
- Láník
- Lánský
- Láska
- Laštovička
- Laštovka
- Laštůvka
- Látal
- Lavička
- Lazar
- Láznička
- Le
- Lebeda
- Ledvina
- Ledvinka
- Lehký
- Lejsek
- Lev
- Levý
- Lexa
- Lhoták
- Lhotský
- Líbal
- Linhart
- Lisý
- Liška
- Lněnička
- Lochman
- Lorenc
- Loskot
- Louda
- Loukota
- Ludvík
- Lukáč
- Lukáš
- Lukášek
- Lukeš
- Luňáček
- Luňák
- Lysák

## M
- Máca
- Macák
- Macek
- Macko
- Macků
- Macoun
- Macura
- Maděra
- Mádl
- Mahdal
- Mach
- Mácha
- Machač
- Macháč
- Macháček
- Machala
- Machálek
- Machek
- Macho
- Machů
- Maier
- Maixner
- Majer
- Makovec
- Makula
- Malát
- Malec
- Maleček
- Málek
- Malík
- Malina
- Malý
- Man
- Maňák
- Maňas
- Maňásek
- Mára
- Mareček
- Marek
- Mareš
- Maroušek
- Maršálek
- Maršík
- Martin
- Martinák
- Martinec
- Martinek
- Martínek
- Martinovský
- Martinů
- Martynek
- Marvan
- Mařík
- Masopust
- Máša
- Mašek
- Mašín
- Maštalíř
- Matěj
- Matějček
- Matějíček
- Matějka
- Matějovský
- Matějů
- Materna
- Mátl
- Matouš
- Matoušek
- Matula
- Matura
- Matuška
- Matyáš
- Matys
- Matýsek
- Maxa
- Mayer
- Mazáč
- Mazal
- Mazanec
- Mazánek
- Mazur
- Medek
- Meduna
- Měchura
- Mejzlík
- Melichar
- Mencl
- Menšík
- Měrka
- Merta
- Mertl
- Metelka
- Mezera
- Míček
- Mička
- Michal
- Michalčík
- Michalec
- Michálek
- Michalík
- Michl
- Michna
- Mika
- Míka
- Mikel
- Mikeska
- Mikeš
- Miko
- Mikoláš
- Mikolášek
- Mikšík
- Mikšovský
- Mikula
- Mikulášek
- Mikulec
- Mikulecký
- Mikulenka
- Mikulík
- Mikulka
- Mikuš
- Miler
- Miller
- Milota
- Minář
- Minařík
- Mirga
- Míšek
- Mizera
- Mládek
- Mlčák
- Mlčoch
- Mlejnek
- Mlýnek
- Moc
- Mojžíš
- Mokrý
- Molnár
- Moravčík
- Moravec
- Morávek
- Motl
- Mottl
- Motyčka
- Moučka
- Moudrý
- Mráček
- Mráz
- Mrázek
- Mrkva
- Mrkvička
- Mucha
- Mudra
- Müller
- Műller
- Musil
- Musílek
- Mužík
- Mynář
- Myslivec
- Myška

## N
- Nádvorník
- Nagy
- Najman
- Nápravník
- Návrat
- Navrátil
- Nečas
- Nedbal
- Nedoma
- Nedvěd
- Nechvátal
- Nejedlý
- Němec
- Němeček
- Nekola
- Nepraš
- Nerad
- Nešpor
- Nesvadba
- Netík
- Netolický
- Netušil
- Neubauer
- Neugebauer
- Neuman
- Neumann
- Neuwirth
- Neužil
- Nezbeda
- Nezval
- Nguyen
- Nikl
- Nohejl
- Nosek
- Nováček
- Novák
- Novosad
- Novotný
- Nový
- Nožička
- Nykl
- Nývlt

## O
- Odehnal
- Odstrčil
- Olah
- Oláh
- Oliva
- Olšák
- Onderka
- Ondra
- Ondráček
- Ondrák
- Ondrášek
- Ondroušek
- Ondruch
- Ondruš
- Opletal
- Opluštil
- Oravec
- Orel
- Orság
- Osička
- Otáhal
- Otruba
- Ott
- Otta

## P
- Pacák
- Pagáč
- Pajer
- Pala
- Palán
- Palát
- Paleček
- Palička
- Pálka
- Panáček
- Pánek
- Papež
- Papoušek
- Pařík
- Pařízek
- Paseka
- Pastorek
- Pašek
- Paták
- Pátek
- Patera
- Patočka
- Paul
- Paulík
- Paulus
- Pávek
- Pavel
- Pavelec
- Pavelek
- Pavelka
- Pavlas
- Pavlica
- Pavlíček
- Pavlík
- Pavliš
- Pavlů
- Pazdera
- Pazderka
- Pecina
- Pecka
- Pečenka
- Pech
- Pecha
- Pecháček
- Pechar
- Pekárek
- Pekař
- Pěkný
- Pelant
- Pelc
- Pelíšek
- Pelikán
- Pěnička
- Pěnkava
- Peňáz
- Pernica
- Peroutka
- Peřina
- Pešek
- Peška
- Pešl
- Pešta
- Peter
- Petera
- Peterek
- Peterka
- Petr
- Petráček
- Petrák
- Petráň
- Petrásek
- Petráš
- Petrášek
- Petrů
- Petržela
- Petrželka
- Petřek
- Petříček
- Petřík
- Pfeifer
- Pham
- Picek
- Pícha
- Pilař
- Pilát
- Pilný
- Pinc
- Pinkas
- Pinkava
- Píša
- Pivoňka
- Plaček
- Plachý
- Plášil
- Plecitý
- Pleva
- Plch
- Plíhal
- Plíšek
- Plšek
- Pluhař
- Plzák
- Podaný
- Podešva
- Podroužek
- Podzimek
- Pohanka
- Pohl
- Pokorný
- Poláček
- Polach
- Polách
- Polák
- Polanský
- Polášek
- Polcar
- Polívka
- Pompa
- Pop
- Popek
- Popelka
- Popovič
- Poslušný
- Pospíchal
- Pospíšil
- Potůček
- Poul
- Pour
- Povolný
- Prachař
- Prášek
- Prášil
- Pravda
- Pražák
- Prchal
- Prchlík
- Princ
- Procházka
- Prokeš
- Prokop
- Prokopec
- Prokůpek
- Prošek
- Prouza
- Provazník
- Průcha
- Průša
- Přibyl
- Přidal
- Příhoda
- Přichystal
- Přikryl
- Psota
- Pšenička
- Ptáček
- Ptáčník
- Pudil
- Punčochář
- Pýcha
- Pytlík

## R
- Rác
- Racek
- Rada
- Rais
- Rak
- Rambousek
- Raszka
- Raška
- Rataj
- Reichl
- Rejman
- Rejzek
- Rek
- Remeš
- Rendl
- Rezek
- Riedl
- Richter
- Richtr
- Roček
- Rod
- Roháček
- Rokos
- Roman
- Rosa
- Roth
- Rotter
- Roubal
- Roubíček
- Rous
- Rousek
- Rozehnal
- Rozsypal
- Rubáš
- Rubeš
- Rudolf
- Ruml
- Růžek
- Růžička
- Ryba
- Rybák
- Rybář
- Rybka
- Rýdl
- Rychlík
- Rychlý
- Rychtařík
- Rys
- Ryšánek
- Ryška
- Ryšavý
- Rytíř

## Ř
- Řeháček
- Řehák
- Řehoř
- Řepa
- Řepka
- Řeřicha
- Řezáč
- Řezníček
- Řežábek
- Říha
- Řihák

## S
- Sadílek
- Samec
- Samek
- Sedláček
- Sedlák
- Sedlář
- Sehnal
- Seidl
- Seifert
- Sejkora
- Sekanina
- Semerád
- Semrád
- Severa
- Schejbal
- Schindler
- Schmid
- Schmidt
- Schneider
- Schubert
- Schuster
- Schwarz
- Sigmund
- Sikora
- Simon
- Sirotek
- Sivák
- Skácel
- Skala
- Skála
- Skalický
- Skalník
- Skokan
- Skopal
- Skořepa
- Skotnica
- Skoumal
- Skoupý
- Sklenář
- Skřivan
- Skřivánek
- Slabý
- Sládeček
- Sládek
- Sladký
- Sláma
- Slanina
- Slánský
- Slaný
- Slavíček
- Slavík
- Slepička
- Slezák
- Slíva
- Slivka
- Slouka
- Sloup
- Slováček
- Slovák
- Sluka
- Smejkal
- Smékal
- Smetana
- Smíšek
- Smola
- Smolík
- Smolka
- Smrček
- Smrčka
- Smrž
- Smutný
- Snášel
- Snopek
- Sobek
- Sobota
- Sobotka
- Sodomka
- Socha
- Sochor
- Sojka
- Sokol
- Solař
- Soldán
- Sommer
- Souček
- Soukal
- Soukup
- Soušek
- Sova
- Spáčil
- Spěvák
- Spilka
- Spurný
- Srb
- Srba
- Srnec
- Srp
- Stach
- Staněk
- Stárek
- Starý
- Stašek
- Stehlík
- Stehno
- Steiner
- Stejskal
- Steklý
- Stibor
- Stodola
- Stodůlka
- Stojka
- Straka
- Strakoš
- Stránský
- Strejček
- Stratil
- Strejc
- Strmiska
- Strnad
- Strnadel
- Strouhal
- Střelec
- Stříbrný
- Stříž
- Studený
- Studnička
- Stuchlík
- Stupka
- Stýblo
- Suda
- Suchan
- Suchánek
- Suchomel
- Suchý
- Suk
- Surý
- Svačina
- Svatoň
- Svatoš
- Světlík
- Sviták
- Svoboda
- Svozil
- Sychra
- Sýkora
- Synek
- Syrovátka
- Syrový
- Sysel
- Szabó
- Szotkowski

## Š
- Šabata
- Šafář
- Šafařík
- Šafránek
- Šálek
- Šanda
- Šandera
- Šandor
- Šašek
- Šebek
- Šebela
- Šebesta
- Šeda
- Šedivý
- Šedý
- Šefčík
- Šefl
- Šembera
- Šenk
- Šenkeřík
- Šenkýř
- Šerý
- Šesták
- Ševčík
- Šigut
- Šikula
- Šilar
- Šilhavý
- Šíma
- Šimáček
- Šimák
- Šimánek
- Šimčík
- Šimeček
- Šimek
- Šimíček
- Šimon
- Šimoník
- Šimůnek
- Šindelář
- Šindler
- Šíp
- Šípek
- Šír
- Široký
- Šiška
- Škarda
- Škrabal
- Škoda
- Škop
- Škopek
- Škvor
- Šlapák
- Šlechta
- Šmejkal
- Šmerda
- Šmíd
- Šmída
- Šnajdr
- Šolc
- Šotola
- Šourek
- Špaček
- Špalek
- Šperl
- Špičák
- Špička
- Šplíchal
- Šrámek
- Šrom
- Šrubař
- Štancl
- Šťastný
- Štefan
- Štefek
- Štefl
- Štefka
- Štěpán
- Štěpánek
- Štěpnička
- Štěrba
- Štětka
- Štětina
- Štika
- Štípek
- Štorek
- Štrunc
- Šturma
- Šťovíček
- Šuba
- Šubrt
- Šula
- Šulák
- Šulc
- Šustek
- Šustr
- Šváb
- Švancara
- Švanda
- Švarc
- Švec
- Švéda
- Švehla
- Švejda
- Švestka

## T
- Táborský
- Tancoš
- Teplý
- Tesárek
- Tesař
- Tesařík
- Ticháček
- Tichý
- Tkáč
- Tkadlec
- Tlustý
- Třešňák
- Tobiáš
- Tokár
- Tolar
- Toman
- Tománek
- Tomáš
- Tomášek
- Tomeček
- Tomek
- Tomeš
- Tomíček
- Tomšů
- Touš
- Toušek
- Topinka
- Tóth
- Tran
- Trávníček
- Trčka
- Trejbal
- Trefil
- Trnka
- Troják
- Trojan
- Truhlář
- Tříska
- Tuček
- Tůma
- Tupý
- Tureček
- Turek
- Turoň
- Tvrdík
- Tvrdý
- Tyl

## U
- Uher
- Uherek
- Uhlík
- Uhlíř
- Uchytil
- Ulman
- Ulrich
- Ulrych
- Urban
- Urbanec
- Urbánek

## V
- Vacek
- Vacík
- Vacula
- Václavek
- Václavík
- Vaculík
- Vágner
- Vach
- Vácha
- Vajda
- Vala
- Vála
- Valach
- Valášek
- Válek
- Valenta
- Valeš
- Valíček
- Vališ
- Válka
- Valouch
- Valtr
- Váňa
- Vančura
- Vaněček
- Vaněk
- Vaníček
- Vaniš
- Varga
- Vařeka
- Vašák
- Vašek
- Vašíček
- Vašina
- Vaško
- Vašut
- Vaverka
- Vávra
- Vavrečka
- Vavřík
- Vavřina
- Večerka
- Večeřa
- Vedral
- Vejvoda
- Veleba
- Velek
- Velička
- Vencl
- Vepřek
- Verner
- Veselka
- Veselský
- Veselý
- Větrovec
- Veverka
- Vích
- Vícha
- Vik
- Viktora
- Viktorin
- Vild
- Vilím
- Vilímek
- Vinkler
- Vinš
- Vintr
- Vít
- Vítovec
- Vítů
- Vitásek
- Vítek
- Víšek
- Vladyka
- Vlach
- Vlasák
- Vlášek
- Vlček
- Vlk
- Voborník
- Vobořil
- Vodák
- Vodička
- Vodrážka
- Vojáček
- Vojta
- Vojtek
- Vojtěch
- Vojtíšek
- Vogl
- Vokáč
- Vokál
- Vokoun
- Vokurka
- Volák
- Volek
- Voldřich
- Volejník
- Volf
- Volný
- Vomáčka
- Vondra
- Vondráček
- Vondrák
- Vondrášek
- Vondruška
- Vopat
- Voráč
- Voráček
- Vorel
- Vorlíček
- Voříšek
- Vosáhlo
- Vostrý
- Votava
- Votruba
- Vrabec
- Vrábel
- Vrána
- Vraný
- Vrátný
- Vrba
- Vrbka
- Vrzal
- Všetečka
- Vybíral
- Výborný
- Vydra
- Vyhlídal
- Vyhnálek
- Vychodil
- Vykoukal
- Vykydal
- Vymětal
- Vyoral
- Vyroubal
- Vyskočil
- Vysloužil
- Vystrčil

## W
- Wagner
- Walter
- Weber
- Weiss
- Werner
- Wiesner
- Winkler
- Winter
- Wolf

## Z
- Zábojník
- Zábranský
- Zahálka
- Zahrádka
- Zahradníček
- Zahradník
- Zach
- Zajac
- Zajíc
- Zajíček
- Záleský
- Zálešák
- Zamazal
- Zámečník
- Zaoral
- Zapletal
- Záruba
- Zatloukal
- Zavadil
- Závodný
- Zavřel
- Zbořil
- Zdeněk
- Zdráhal
- Zdražil
- Zedníček
- Zedník
- Zelenka
- Zelený
- Zelinka
- Zeman
- Zemánek
- Zemek
- Zezula
- Zich
- Zika
- Zíka
- Zikmund
- Zima
- Zimmermann
- Zítka
- Zlámal
- Zmeškal
- Zoubek
- Zouhar
- Zvěřina
- Zvolánek

## Ž
- Žáček
- Žák
- Žaloudek
- Žalud
- Žďárský
- Železný
- Žemlička
- Ženíšek
- Židek
- Žídek
- Žiga
- Žilka
- Živný
- Žižka
- Žůrek